# Formel 1-VM 1983
Formel 1-VM 1983 hade 15 deltävlingar som kördes under perioden 13 mars-15 oktober. Förarmästerskapet vanns av brasilianen Nelson Piquet och konstruktörsmästerskapet av Ferrari.

## Vinnare
- Förare:  Nelson Piquet, Brasilien, Brabham-BMW
- Konstruktör:  Ferrari, Italien

## Grand Prix 1983
| Grand Prix                 | Datum        | Bana              | Vinnande förare  | Vinnande tillverkare |   |
| -------------------------- | ------------ | ----------------- | ---------------- | -------------------- | - |
| Brasiliens Grand Prix      | 13 mars      | Jacarepagua       | Nelson Piquet    | Brabham-BMW          | * |
| USA:s Grand Prix West      | 27 mars      | Long Beach        | John Watson      | McLaren-Ford         | * |
| Frankrikes Grand Prix      | 17 april     | Paul Ricard       | Alain Prost      | Renault              | * |
| San Marinos Grand Prix     | 1 maj        | Imola             | Patrick Tambay   | Ferrari              | * |
| Monacos Grand Prix         | 15 maj       | Monte Carlo       | Keke Rosberg     | Williams-Ford        | * |
| Belgiens Grand Prix        | 22 maj       | Spa-Francorchamps | Alain Prost      | Renault              | * |
| USA:s Grand Prix East      | 5 juni       | Detroit           | Michele Alboreto | Tyrrell-Ford         | * |
| Kanadas Grand Prix         | 12 juni      | Montréal          | René Arnoux      | Ferrari              | * |
| Storbritanniens Grand Prix | 16 juli      | Silverstone       | Alain Prost      | Renault              | * |
| Tysklands Grand Prix       | 7 augusti    | Hockenheimring    | René Arnoux      | Ferrari              | * |
| Österrikes Grand Prix      | 14 augusti   | Österreichring    | Alain Prost      | Renault              | * |
| Nederländernas Grand Prix  | 28 augusti   | Zandvoort         | René Arnoux      | Ferrari              | * |
| Italiens Grand Prix        | 11 september | Monza             | Nelson Piquet    | Brabham-BMW          | * |
| Europas Grand Prix         | 25 september | Nürburgring       | Nelson Piquet    | Brabham-BMW          | * |
| Sydafrikas Grand Prix      | 15 oktober   | Kyalami           | Riccardo Patrese | Brabham-BMW          | * |

## Grand Prix utanför VM 1983
| Grand Prix /Race  | Datum    | Bana         | Vinnande förare | Vinnande tillverkare |
| ----------------- | -------- | ------------ | --------------- | -------------------- |
| Race of Champions | 10 april | Brands Hatch | Keke Rosberg    | Williams-Ford        |

## Stall, nummer och förare 1983
| Stall/Tillverkare                         | Nummer | Förare                                 |
| ----------------------------------------- | ------ | -------------------------------------- |
| Alfa Romeo                                | 22     | Andrea de Cesaris, Italien             |
| Alfa Romeo                                | 23     | Mauro Baldi, Italien                   |
| Arrows-Ford                               | 29     | Marc Surer, Schweiz                    |
| Arrows-Ford                               | 30     | Chico Serra, Brasilien                 |
| Arrows-Ford                               | 30     | Alan Jones, Australien                 |
| Arrows-Ford                               | 30     | Thierry Boutsen, Belgien               |
| ATS-BMW                                   | 9      | Manfred Winkelhock, Tyskland           |
| Brabham-BMW                               | 5      | Nelson Piquet, Brasilien               |
| Brabham-BMW                               | 6      | Riccardo Patrese, Italien              |
| Ferrari                                   | 27     | Patrick Tambay, Frankrike              |
| Ferrari                                   | 28     | René Arnoux, Frankrike                 |
| Ligier-Ford                               | 25     | Jean-Pierre Jarier, Frankrike          |
| Ligier-Ford                               | 26     | Raul Boesel, Brasilien                 |
| Lotus (Lotus-Ford & Lotus-Renault)        | 11     | Elio de Angelis, Italien               |
| Lotus (Lotus-Ford & Lotus-Renault)        | 12     | Nigel Mansell, Storbritannien          |
| McLaren (McLaren-Ford & McLaren-TAG)      | 7      | John Watson, Storbritannien            |
| McLaren (McLaren-Ford & McLaren-TAG)      | 8      | Niki Lauda, Österrike                  |
| Osella (Osella-Ford & Osella-Alfa Romeo)  | 31     | Corrado Fabi, Italien                  |
| Osella (Osella-Ford & Osella-Alfa Romeo)  | 32     | Piercarlo Ghinzani, Italien            |
| RAM-Ford                                  | 17     | Eliseo Salazar, Chile                  |
| RAM-Ford                                  | 17     | Jacques Villeneuve, Kanada             |
| RAM-Ford                                  | 17     | Kenny Acheson, Storbritannien          |
| RAM-Ford                                  | 18     | Jean-Louis Schlesser, Frankrike        |
| Renault                                   | 15     | Alain Prost, Frankrike                 |
| Renault                                   | 16     | Eddie Cheever, USA                     |
| Spirit-Honda                              | 40     | Stefan "Lill-Lövis" Johansson, Sverige |
| Theodore-Ford                             | 33     | Roberto Guerrero, Colombia             |
| Theodore-Ford                             | 34     | Johnny Cecotto, Venezuela              |
| Toleman-Hart                              | 35     | Derek Warwick, Storbritannien          |
| Toleman-Hart                              | 36     | Bruno Giacomelli, Italien              |
| Tyrrell-Ford                              | 3      | Michele Alboreto, Italien              |
| Tyrrell-Ford                              | 4      | Danny Sullivan, USA                    |
| Williams (Williams-Ford & Williams-Honda) | 1      | Keke Rosberg, Finland                  |
| Williams (Williams-Ford & Williams-Honda) | 2      | Jacques Laffite, Frankrike             |
| Williams (Williams-Ford & Williams-Honda) | 42     | Jonathan Palmer, Storbritannien        |

## Slutställning förare 1983
| Placering | Förare            | Konstruktör                    | Poäng |
| --------- | ----------------- | ------------------------------ | ----- |
| 1         | Nelson Piquet     | Brabham-BMW                    | 59    |
| 2         | Alain Prost       | Renault                        | 57    |
| 3         | René Arnoux       | Ferrari                        | 49    |
| 4         | Patrick Tambay    | Ferrari                        | 40    |
| 5         | Keke Rosberg      | Williams-Ford & Williams-Honda | 27    |
| 6         | John Watson       | McLaren-Ford & McLaren-TAG     | 22    |
| 7         | Eddie Cheever     | Renault                        | 22    |
| 8         | Andrea de Cesaris | Alfa Romeo                     | 15    |
| 9         | Riccardo Patrese  | Brabham-BMW                    | 13    |
| 10        | Niki Lauda        | McLaren-Ford & McLaren-TAG     | 12    |
| 11        | Jacques Laffite   | Williams-Ford & Williams-Honda | 11    |
| 12        | Michele Alboreto  | Tyrrell-Ford                   | 10    |
| 13        | Nigel Mansell     | Lotus-Ford & Lotus-Renault     | 10    |
| 14        | Derek Warwick     | Toleman-Hart                   | 9     |
| 15        | Marc Surer        | Arrows-Ford                    | 4     |
| 16        | Mauro Baldi       | Alfa Romeo                     | 3     |
| 17        | Danny Sullivan    | Tyrrell-Ford                   | 2     |
| 18        | Elio de Angelis   | Lotus-Ford & Lotus-Renault     | 2     |
| 19        | Bruno Giacomelli  | Toleman-Hart                   | 1     |
| 20        | Johnny Cecotto    | Theodore-Ford                  | 1     |

## Slutställning konstruktörer 1983
| Placering | Konstruktör       | Poäng |
| --------- | ----------------- | ----- |
| 1         | Ferrari           | 89    |
| 2         | Renault           | 79    |
| 3         | Brabham-BMW       | 72    |
| 4         | Williams-Ford     | 36    |
| 5         | McLaren-Ford      | 34    |
| 6         | Alfa Romeo        | 18    |
| 7         | Tyrrell-Ford      | 12    |
| 8         | Lotus-Renault     | 11    |
| 9         | Toleman-Hart      | 10    |
| 10        | Arrows-Ford       | 4     |
| 11        | Williams-Honda    | 2     |
| 12        | Theodore-Ford     | 1     |
| =         | Lotus-Ford        | 1     |
| 14        | Ligier-Ford       | 0     |
| =         | Spirit-Honda      | 0     |
| =         | ATS-BMW           | 0     |
| =         | Osella-Alfa Romeo | 0     |
| =         | McLaren-TAG       | 0     |
| =         | RAM-Ford          | 0     |
| =         | Osella-Ford       | 0     |